# Kagal
Kagal (en marathi कागल) és una vila situada al Districte de Kolhapur en l'estat indi de Maharashtra. Segons el cens del 2001, la seva població era de 23.775 habitants.
Durant els dies del Raj Britànic, Kagal fou un estat tributari protegit de l'Índia, feudatari de Kolhapur, dins l'agència de Kolhapur i el Sud del País Maratha (abans agència Maratha Meridional o del Sud), presidència de Bombai.

## Geografia
Els rius principals eren el Dudhganga i Vedganga i la superfície de 334 km² amb una població el 1881 de 49.064 habitants. El tribut pagat a Kolhapur era de 200 lliures l'any el que el convertia en un dels principals feudataris. El seu exèrcit era de 41 homes (policia i milicia) el 1881.
La capital era Kagal situada a 31 km al sud-est de Kolhapur, a la vall del Dudhganga a 2 km de la riba sud d'aquest riu. La seva població era el 1901 de 7.688 habitants. A la ciutat hi ha mesquites i temples; l'antic fort fou destruït per Jaswant Rao Sindhia de Kolhapur el 1780, i un nou fort es va construir el 1813 pel sobirà de Kagal Hindu Rao Ghatge.

## Història
L'ancestre de la casa reial fou Piraji Raje, que va marxar d'Udaipur, on havia nascut, i es va establir al Dècan en busca d'aventures, i es va distingir a diverses lluites obtenint el títol de Zunzar Rao (guerrer valent), i es va posar al servei del sultà Mahmud Ali Adil Shah I de Bijapur (1558-1580) al que va servir amb eficàcia i en reconeixement se li va donar (1572) el títol de Sarjerao i la pargana de Kagal formada per 69 pobles i part d'un altra, en jagir (feu).
El 1768 es va dividir en dues branques, sènior o vella i júnior o jove; el títol de sarjerao va quedar per la línia júnior i la sènior va agafar el de Sarjerao Vajarat-ma-ab. Al primer quart del segle XIX moltes poblacions que estaven en mans de la branca sènior van canviar sovint de mans, però finalment pel tractat dels britànics amb Kolhapur el 1826, els 41 pobles en possessió de la branca sènior li foren reconeguts i garantitst pels britànics. En aquest segle el nom de l'estat apareix també com a Ghatge (fer un salt) que correspon a la dinastia.
El 1786, Shrimant Vishwasrao Ghatge va rebre del seu germà Meherban Shrimant Rajamanya Rajashri Tuljojirao Sakharam Ghatge Sarjerao de la branca sènior, el poble de Valva i altres set. Va morir el 1824 i el va succeir un fill adoptiu que va morir el 1864 i Valva va retornar a la línia sènior de Kagal.
Jaisinhrao Narayanrao (Abasaheb) Ghatge (o Jaya Singh Rao) que fou adoptat a la successió a Kagal, era fill de Sakharam Rao el fundador de la branca (el qual per la seva influència a la cort de Gwalior havia adquirit el 1.800 diversos territoris a Kagal del sobirà de Kolhapur) i va ser regent de Kolhapur amb salutació de 9 canonades mentre exercís el càrrec. Va morir el 20 de març de 1885. El seu fill gran Meherban Shrimant Yeshwantrao Jaisinhrao Ghatge, fou adoptat al gaddi de Kolhapur el 17 de març de 1884, i va pujar al tron com Sir Shri Shahu I Chhatrapati de Kolhapur. El seu segon fill el va succeir a Kagat.

## Llista de sobirans
- Shrimant Pirajirao Tulojirao Ghatge I, fill de Shrimant Tuljojirao Kamrajrao Ghatge.
- Meherban Shrimant Rajamanya Rajashri Vithoji Ghatge
- Meherban Shrimant Rajamanya Rajashri Mahadji Ghatge Sarjerao
- Meherban Shrimant Rajamanya Rajashri Vithoji Ghatge II Sarjerao
- Meherban Shrimant Rajamanya Rajashri Pirajirao Ghatge Sarjerao

## Branca Sènior o Kagal Sènior
- Meherban Shrimant Rajamanya Rajashri Tuljojirao Sakharam Ghatge Sarjerao 1768- vers 1812 (fill)
- Meherban Shrimant Rajamanya Rajashri (Jaisinghrao) Hindurao Ghatge (Babasaheb Ghatge) Sarjerao Vajarat-ma-ab vers 1812-1856 (fill)
- Meherban Shrimant Rajamanya Rajashri Sakharam Bapu Ghatge Sarjerao Vajarat-ma-ab (adoptat) 1856-1864
- Meherban Shrimant Rajamanya Rajashri Jaisinhrao Narayanrao (Abasaheb) Ghatge Sarjerao Vajarat-ma-ab (adoptat) 1864-1885, regent de Kolhapur
- Meherban Shrimant Rajamanya Rajashri Sir Pirajirao Jaisinhrao Ghatge (Bapusaheb Ghatge) Sarjerao Vajarat-ma-ab, 1885-1926 (fill)
- Meherban Shrimant Rajamanya Rajashri Jaisinhrao Pirajirao Ghatge (Abasaheb Ghatge) Sarjerao Vajarat-ma-ab, 1926- 1948 (fill)

## Branca júnior o Kagal Júnior
- No informats 1768-vers 1850
- Meherban Shrimant Rajamanya Rajashri Narayanrao Ghatge Sarjerao Deshmukh, ?-1894
- Meherban Shrimant Rajamanya Rajashri Dattajirao Narayanrao (Kaka Sahib) Ghatge Sarjerao Deshmukh, 1894-1946 (fill)
- Meherban Shrimant Rajamanya Rajashri Yeshwantrao Dattajirao Ghatge Sarjerao Deshmukh, 1946-1948 (fill)